# العوينات (ولاية المدية)
العوينات بلدية بدائرة عين بوسيف ولاية المدية الجزائرية. تقع في الجنوب الشرقي للولاية ناحية شلالة العذاورة .